# Mohamed Asswai Khalifa
Mohamed Souai Asswai Khalifa (arabisch محمد صواي أصواي خليفة; * 1944 in az-Zawiya) ist ein ehemaliger libyscher Leichtathlet, der sich auf den Hürdenlauf spezialisiert hatte.
Khalifa trat bei den Olympischen Sommerspielen 1968 in Mexiko-Stadt an. Im Wettbewerb über 400 m Hürden schied er im Vorlauf aus.